# كوفرشم (باركشير)
كوفرشم (بالإنجليزية: Caversham, Berkshire)‏ هي قرية تقع في المملكة المتحدة في إنجلترا. يقدر عدد سكانها بـ 23,885 نسمة ومساحتها 6.64 كم2 .

## أعلام
- رالف وليامز
- راي ريفيس